# Vardandjan
Vardandjan (en persan : وردنجان Vardanjân) est une localité de la préfecture de Ben, dans la province de Tchaharmahal-et-Bakhtiari en Iran.